# À la légère
Albums de Jane Birkin
Versions Jane
(1996) Arabesque
(2002)
Singles
1. Les clés du paradis
Sortie : 1998
2. Love Slow Motion
Sortie : 1998

À la légère est un album de chansons interprétées par Jane Birkin, sorti en 1998. C'est le premier album de la chanteuse à ne contenir aucun titre de Serge Gainsbourg.
L'album repose sur des collaborations avec de nombreux auteurs français, amis de longue date (Alain Chamfort, Alain Souchon, Françoise Hardy) ou jeunes chanteurs (Zazie, Miossec, MC Solaar), qui renouvellent son répertoire en lui écrivant de nouvelles chansons.
La réalisation est assurée par Philippe Lerichomme, les prises de son et le mixage par Dominique Blanc-Francard assistée de Bénédicte Schmitt et les arrangements et la direction musicale par Frank Eulry

## Liste des titres
| 1.    | Les clés du paradis                 | Jacques Duvall, Alain Chamfort, Jean-Noël Chaléat | 3:37 |
| 2.    | Les avalanches                      | Miossec, R. Mortier                               | 4:28 |
| 3.    | À la légère                         | Alain Souchon, Laurent Voulzy                     | 3:31 |
| 4.    | Plus loin de ta rue                 | Nilda Fernandez                                   | 2:28 |
| 5.    | Trouble                             | Daria de Martynoff, Michel Cywie                  | 4:18 |
| 6.    | La bulle                            | Patrice Guirao, Art Mengo                         | 2:45 |
| 7.    | Love Slow Motion (voix de Sinclair) | MC Solaar, Zackman                                | 3:45 |
| 8.    | Si tout était faux                  | Gérard Manset                                     | 4:10 |
| 9.    | L'autre moi                         | Étienne Daho                                      | 3:16 |
| 10.   | La Pleine lune                      | Françoise Hardy, Alain Lubrano                    | 3:24 |
| 11.   | Simple en français                  | Marc Lavoine, Alain Lanty                         | 4:00 |
| 12.   | C'est comme ça                      | Zazie                                             | 4:19 |
| 44:15 |                                     |                                                   |      |

Note
À la légère a fait l'objet d'une réédition en 2011.

## Crédits

### Musiciens
- Franck Eulry : claviers, programmations et direction d'orchestre
- Matthieu Chedid, André Margail, Richard Mortier : guitares
- Laurent Faucheux : batterie
- Denis Benarrosch : percussions
- Jérôme Cotta : chœurs

### Équipe technique
- Philippe Lerichomme : production
- Laurent Seroussi : design, photographie
- Dominique Blanc-Francard : mixage et enregistrement

## Classements des ventes
| Pays   | Meilleure position |
| ------ | ------------------ |
| France | 11                 |